# Liberalia
Las Liberalia fueron celebradas en la Antigua Roma en honor de Liber, un antiguo dios de la fertilidad y del vino, y su esposa Libera.
Los romanos celebraban las Liberalia el día 17 de marzo, con sacrificios, procesiones, canciones obscenas y torpes, y máscaras colgadas de los árboles. El Diccionario histórico enciclopédico de 1830, las asimila a fiestas en honor de Baco, la versión romana del dios griego Dioniso, pero diferentes a las Bacanales.
En esta fiestas licenciosas, que solían durar un mes se paseaba en triunfo por la ciudad y por la campiña un falo (phallus) colocado sobre un carro y durante ellas se cometían las mayores obscenidades. En medio de esta especie de procesión o triunfo, la matrona romana más honesta y calificada tenía que coronar el simulacro del phallus con cuya ceremonia creían poner a cubierto de los encantamientos y sortilegios los campos y las semillas que se habían sembrado. Mujeres hermosas coronadas de hiedra estaban sentadas a las puertas del templo de Baco, teniendo delante de sí una especie de ara y un licor compuesto con miel y agua que ofrecían a los que pasaban para que hicieran libaciones a Baco. En estos días, se comía en público y se tenía la libertad de decir todo cuanto antojaba, no pensando entonces más que en divertirse.
En esta festividad, y en su decimoquinto año, los jóvenes romanos asumían la toga viril.